# La Haie-Fouassière
La Haie-Fouassière, également nommée La Haye-Fouassière, est une commune du pays du Vignoble nantais, située dans l'ouest de la France, dans le département de la Loire-Atlantique, en région Pays de la Loire. Elle fait aussi partie de la Bretagne historique, située en pays Nantais, un des pays traditionnels de Bretagne.
L'une des neuf usines de production des biscuits LU est implantée sur le territoire de la commune.

## Géographie

Situation de la commune de la Haie-Fouassière dans le département de la Loire-Atlantique.

La Haie-Fouassière est située sur les bords de la Sèvre nantaise, à une quinzaine de kilomètres au sud-est de Nantes. Constituée de deux pôles urbanisés, celui du bourg et celui de la Gare-Croix Moriceau, séparés par environ 300 mètres de terres agricoles, la commune est traversée par la voie express Nantes-Cholet et la ligne de chemin de fer de Nantes-Orléans à Saintes, permettant à la commune d'être desservie par une gare.
|        | Haute-Goulaine         | La Chapelle-Heulin |
| Vertou | La Haie-Fouassière     | Le Pallet          |
|        | Saint-Fiacre-sur-Maine | Maisdon-sur-Sèvre  |

### Climat
Le climat qui caractérise la commune est qualifié, en 2010, de « climat océanique franc », selon la typologie des climats de la France qui compte alors huit grands types de climats en métropole. En 2020, la commune ressort du type « climat océanique » dans la classification établie par Météo-France, qui ne compte désormais, en première approche, que cinq grands types de climats en métropole. Ce type de climat se traduit par des températures douces et une pluviométrie relativement abondante (en liaison avec les perturbations venant de l'Atlantique), répartie tout au long de l'année avec un léger maximum d'octobre à février.
Les paramètres climatiques qui ont permis d’établir la typologie de 2010 comportent six variables pour les températures et huit pour les précipitations, dont les valeurs correspondent aux données mensuelles sur la normale 1971-2000. Les sept principales variables caractérisant la commune sont présentées dans l'encadré ci-après.
| Paramètres climatiques communaux sur la période 1971-2000 - Moyenne annuelle de température : 11,9 °C - Nombre de jours avec une température inférieure à −5 °C : 1,4 j - Nombre de jours avec une température supérieure à 30 °C : 4,5 j - Amplitude thermique annuelle : 13,6 °C - Cumuls annuels de précipitation : 815 mm - Nombre de jours de précipitation en janvier : 12,6 j - Nombre de jours de précipitation en juillet : 6,6 j |

Avec le changement climatique, ces variables ont évolué. Une étude réalisée en 2014 par la Direction générale de l'Énergie et du Climat complétée par des études régionales prévoit en effet que la  température moyenne devrait croître et la pluviométrie moyenne baisser, avec toutefois de fortes variations régionales. La station météorologique de Météo-France installée sur la commune et en service de 1960 à 2020 permet de connaître l'évolution des indicateurs météorologiques. Le tableau détaillé pour la période 1981-2010 est présenté ci-après.
| Mois                                  | jan.             | fév.           | mars           | avril         | mai             | juin           | jui.          | août           | sep.          | oct.            | nov.            | déc.           | année     |
| ------------------------------------- | ---------------- | -------------- | -------------- | ------------- | --------------- | -------------- | ------------- | -------------- | ------------- | --------------- | --------------- | -------------- | --------- |
| Température minimale moyenne (°C)     | 2,8              | 2,5            | 4,4            | 6             | 9,4             | 12             | 13,8          | 13,5           | 10,9          | 8,8             | 5,3             | 3,2            | 7,7       |
| Température moyenne (°C)              | 5,9              | 6,2            | 8,8            | 11            | 14,7            | 17,7           | 19,6          | 19,5           | 16,7          | 13,3            | 8,8             | 6,2            | 12,4      |
| Température maximale moyenne (°C)     | 8,9              | 10             | 13,3           | 16            | 19,9            | 23,5           | 25,5          | 25,6           | 22,5          | 17,7            | 12,4            | 9,2            | 17,1      |
| Record de froid (°C) date du record   | −13,2 20.01.1963 | −14 10.02.1986 | −10,8 01.03.05 | −4 01.04.1963 | −0,6 14.05.1995 | 1,5 02.06.1962 | 6 07.07.1962  | 4,6 30.08.1964 | 1,3 26.09.10  | −4,6 30.10.1997 | −7,5 21.11.1993 | −12 28.12.1962 | −14 1986  |
| Record de chaleur (°C) date du record | 18,5 27.01.03    | 24,1 27.02.19  | 26 20.03.05    | 30,2 30.04.05 | 33,6 26.05.17   | 39,6 27.06.19  | 39,5 23.07.19 | 40,5 07.08.20  | 36 01.09.1961 | 28,8 03.10.11   | 22,9 01.11.15   | 19 16.12.1989  | 40,5 2020 |
| Précipitations (mm)                   | 90,4             | 70,5           | 62             | 64,9          | 62,4            | 45,4           | 46,1          | 46,5           | 70,2          | 95,3            | 90,4            | 99,2           | 843,3     |

## Urbanisme

### Typologie
Au 1er janvier 2024, La Haie-Fouassière est catégorisée ceinture urbaine, selon la nouvelle grille communale de densité à sept niveaux définie par l'Insee en 2022.
Elle appartient à l'unité urbaine de La Haie-Fouassière, une unité urbaine monocommunale constituant une ville isolée,. Par ailleurs la commune fait partie de l'aire d'attraction de Nantes, dont elle est une commune de la couronne,. Cette aire, qui regroupe 116 communes, est catégorisée dans les aires de 700 000 habitants ou plus (hors Paris),.

### Occupation des sols
L'occupation des sols de la commune, telle qu'elle ressort de la base de données européenne d’occupation biophysique des sols Corine Land Cover (CLC), est marquée par l'importance des territoires agricoles (74,2 % en 2018), en diminution par rapport à 1990 (81 %). La répartition détaillée en 2018 est la suivante : 
cultures permanentes (42,1 %), prairies (16,2 %), zones agricoles hétérogènes (15,9 %), zones industrielles ou commerciales et réseaux de communication (11,9 %), zones urbanisées (8 %), espaces verts artificialisés, non agricoles (2,1 %), forêts (2,1 %), mines, décharges et chantiers (1,7 %). L'évolution de l’occupation des sols de la commune et de ses infrastructures peut être observée sur les différentes représentations cartographiques du territoire : la carte de Cassini (XVIIIe siècle), la carte d'état-major (1820-1866) et les cartes ou photos aériennes de l'IGN pour la période actuelle (1950 à aujourd'hui).

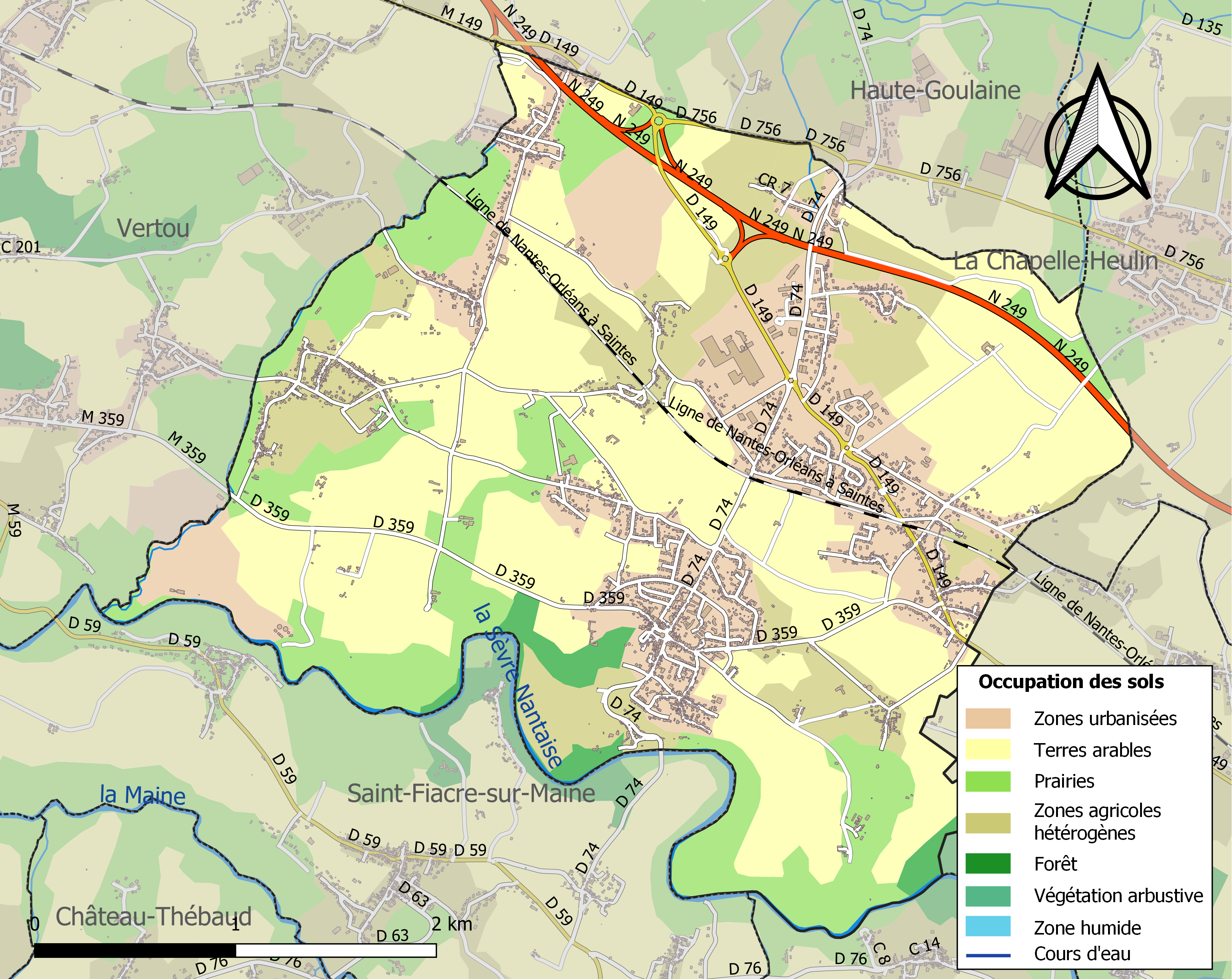
Carte des infrastructures et de l'occupation des sols de la commune en 2018 (CLC).

## Toponymie
Le nom est attesté sous la forme Haya au XIVe siècle.
Avant la Révolution française, le village portait les noms de Saint-Jean-de-la-Haie, puis de Notre-Dame-de-la-Haye. Au moment de sa création, la commune prend le nom de La Haye, puis La Haie-Fouassière en 1801.
Le toponyme La Haie-Fouassière est basé sur le mot haie (haye en ancien français) au sens actuel du terme, bien qu'il ait pu avoir celui de « lisière de forêt, bois » en toponymie. L'élément -Fouassière est celui d'un lieu contigu. Il existe également plusieurs formations toponymiques analogues dans l'ouest comme la Fouassière à Saint-Martin-du-Fouilloux (Marne-et Loire) et la Fouassière à La Chapelle-Anthenaise (Mayenne), etc. Les noms en -ière sont généralement des formations toponymiques médiévales, dont le premier élément est le nom du propriétaire. Les formations en -ière sont courantes dans les environs immédiats de la Haie-Fouassière, comme en témoignent la Caillaudière, la Cornillère, la Bourchinière, la Pétière, la Gosselière, la Patouillère, etc., basés respectivement sur les patronymes Caillaud, Cornille, Bourgine, Péty, Gossel et Patouille. L'élément Fouass- représente le patronyme Fouasse, fréquemment attesté dans la région (7 actes recensés entre 1656 et 1725 dans le département de la Loire-Atlantique, 575 actes dans celui d'Ille-et-Vilaine et 48 dans celui de Maine-et-Loire), ou encore Fouassier (8 actes dans la Loire-Atlantique entre 1712 et 1917), dont la finale est traitée comme le suffixe -ière. Il semble que les patronymes Fouasse (variante Fouace) et Fouassier (attesté dès le XVIe siècle) désignent au départ des fabricants de fouace.
La Haye-Fouassière se trouve sur la limite entre poitevin et gallo. En gallo, son nom est La Hae ou La Hae Fouéssiere en écriture ABCD; La Haè-Fóacierr en écriture  ELG ou La Hè Fouéssièrr en écriture  MOGA et se prononce [laɛfwesiɛʁ] ou simplement [laɛ].
Un nom en breton a été inventée au XXe siècle : An Hae-Foazer .

## Politique et administration

### Jumelages
La commune de La Haie-Fouassière est jumelée avec :
- Los Corrales de Buelna, province de Cantabrie en Espagne.

## Population et société

### Démographie
Selon le classement établi par l'Insee, La Haie-Fouassière est une ville isolée qui fait partie de l'aire urbaine, de la zone d'emploi et du bassin de vie de Nantes. Toujours selon l'Insee, en 2010, la répartition de la population sur le territoire de la commune était considérée comme « intermédiaire » : 88 % des habitants résidaient dans des zones « intermédiaires » et 12 % dans des zones « peu denses ».

#### Évolution démographique
L'évolution du nombre d'habitants est connue à travers les recensements de la population effectués dans la commune depuis 1793. Pour les communes de moins de 10 000 habitants, une enquête de recensement portant sur toute la population est réalisée tous les cinq ans, les populations de référence des années intermédiaires étant quant à elles estimées par interpolation ou extrapolation. Pour la commune, le premier recensement exhaustif entrant dans le cadre du nouveau dispositif a été réalisé en 2004.

En 2022, la commune comptait 4 734 habitants, en évolution de +1,85 % par rapport à 2016 (Loire-Atlantique : +6,68 %, France hors Mayotte : +2,11 %).
| 1793  | 1800 | 1806  | 1821  | 1831  | 1836  | 1841  | 1846  | 1851  |
| ----- | ---- | ----- | ----- | ----- | ----- | ----- | ----- | ----- |
| 1 550 | 955  | 1 510 | 1 566 | 1 566 | 1 700 | 1 650 | 1 709 | 1 818 |

| 1856  | 1861  | 1866  | 1872  | 1876  | 1881  | 1886  | 1891  | 1896  |
| ----- | ----- | ----- | ----- | ----- | ----- | ----- | ----- | ----- |
| 1 765 | 1 804 | 1 839 | 1 796 | 1 789 | 1 710 | 1 703 | 1 589 | 1 558 |

| 1901  | 1906  | 1911  | 1921  | 1926  | 1931  | 1936  | 1946  | 1954  |
| ----- | ----- | ----- | ----- | ----- | ----- | ----- | ----- | ----- |
| 1 608 | 1 669 | 1 577 | 1 454 | 1 555 | 1 515 | 1 547 | 1 564 | 1 717 |

| 1962  | 1968  | 1975  | 1982  | 1990  | 1999  | 2004  | 2006  | 2009  |
| ----- | ----- | ----- | ----- | ----- | ----- | ----- | ----- | ----- |
| 1 813 | 1 919 | 2 157 | 2 674 | 2 911 | 3 337 | 3 917 | 4 065 | 4 298 |

| 2014  | 2019  | 2022  | - | - | - | - | - | - |
| ----- | ----- | ----- | - | - | - | - | - | - |
| 4 511 | 4 691 | 4 734 | - | - | - | - | - | - |

#### Pyramide des âges
La population de la commune est relativement jeune.
En 2018, le taux de personnes d'un âge inférieur à 30 ans s'élève à 35,5 %, soit en dessous de la moyenne départementale (37,3 %). À l'inverse, le taux de personnes d'âge supérieur à 60 ans est de 20,6 % la même année, alors qu'il est de 23,8 % au niveau départemental.
En 2018, la commune comptait 2 316 hommes pour 2 359 femmes, soit un taux de 50,46 % de femmes, légèrement inférieur au taux départemental (51,42 %).
Les pyramides des âges de la commune et du département s'établissent comme suit.
| Hommes | Classe d’âge | Femmes |
| ------ | ------------ | ------ |
| 0,2    | 90 ou +      | 0,9    |
| 4,7    | 75-89 ans    | 5,8    |
| 15,0   | 60-74 ans    | 14,5   |
| 22,8   | 45-59 ans    | 22,1   |
| 21,5   | 30-44 ans    | 21,4   |
| 15,1   | 15-29 ans    | 15,2   |
| 20,7   | 0-14 ans     | 20,1   |

| Hommes | Classe d’âge | Femmes |
| ------ | ------------ | ------ |
| 0,6    | 90 ou +      | 1,8    |
| 6      | 75-89 ans    | 8,6    |
| 15,1   | 60-74 ans    | 16,4   |
| 19,4   | 45-59 ans    | 18,8   |
| 20,1   | 30-44 ans    | 19,3   |
| 19,2   | 15-29 ans    | 17,4   |
| 19,5   | 0-14 ans     | 17,6   |

### Sports
La ville reçoit l'arrivée de la course cycliste Classic Loire-Atlantique depuis 2000, ainsi que les championnats de France de cyclisme sur route 2019 sur le même parcours.
La commune dispose d'un club de football appelé le Football Club Côteaux du Vignoble (FCCV) qui existe depuis 2018 et la fusion du Football Club castel-fiacrais (FCCF) et de l'Association sportive de l'Avant-Garde de la Haye-Fouassière (ASAG). L'ASAG étant elle-même issue de la fusion de l'Avant-Garde de la Haye-Fouassière (fondé en 1946) et de l'Association sportive de la Haye-Fouassière (fondée en 1967). Le FC Côteaux du Vignoble qui regroupe donc les communes de La Haie-Fouassière, Château-Thébaud et Saint-Fiacre-sur-Maine évolue en Départemental 1 Loire-Atlantique lors de la saison 2022-2023.

### Médias
En avril 2014, la commune a aidé une web radio, HFmRadio animée par six adolescents. Cette web radio s'est séparée de la mairie à la suite d'un désaccord entre les deux parties. Leur partenariat a pris fin.

## Économie
- Usine LU (groupe Mondelez International) spécialisée en biscuits secs simples et crackers - 500 personnes - 44 000 t/an.

## Personnalités liées à la commune
- Joachim Descazeaux du Hallay (1667-1732), armateur.
- Émile-François Gaudin (1825-1884), avocat, diplomate et homme politique.
- Gabriel-Claude Gaudin (1858-1921),  homme politique.
- Robert Villard (1897-1977), peintre et enseignant, a habité la commune pendant la Seconde Guerre mondiale[37].

## Culture locale et patrimoine

### Lieux et monuments

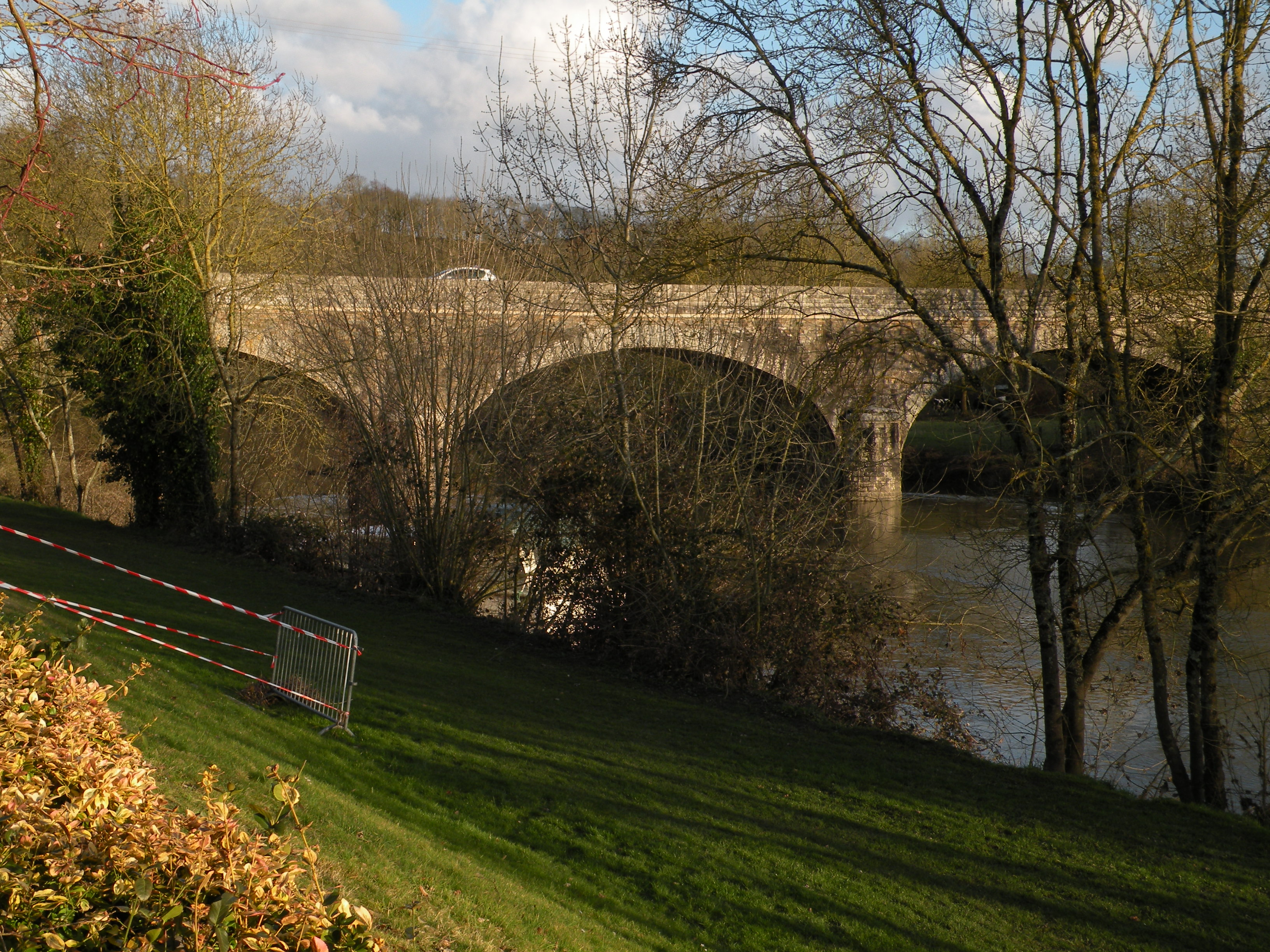
Le pont sur la Sèvre nantaise.

#### Monuments civils

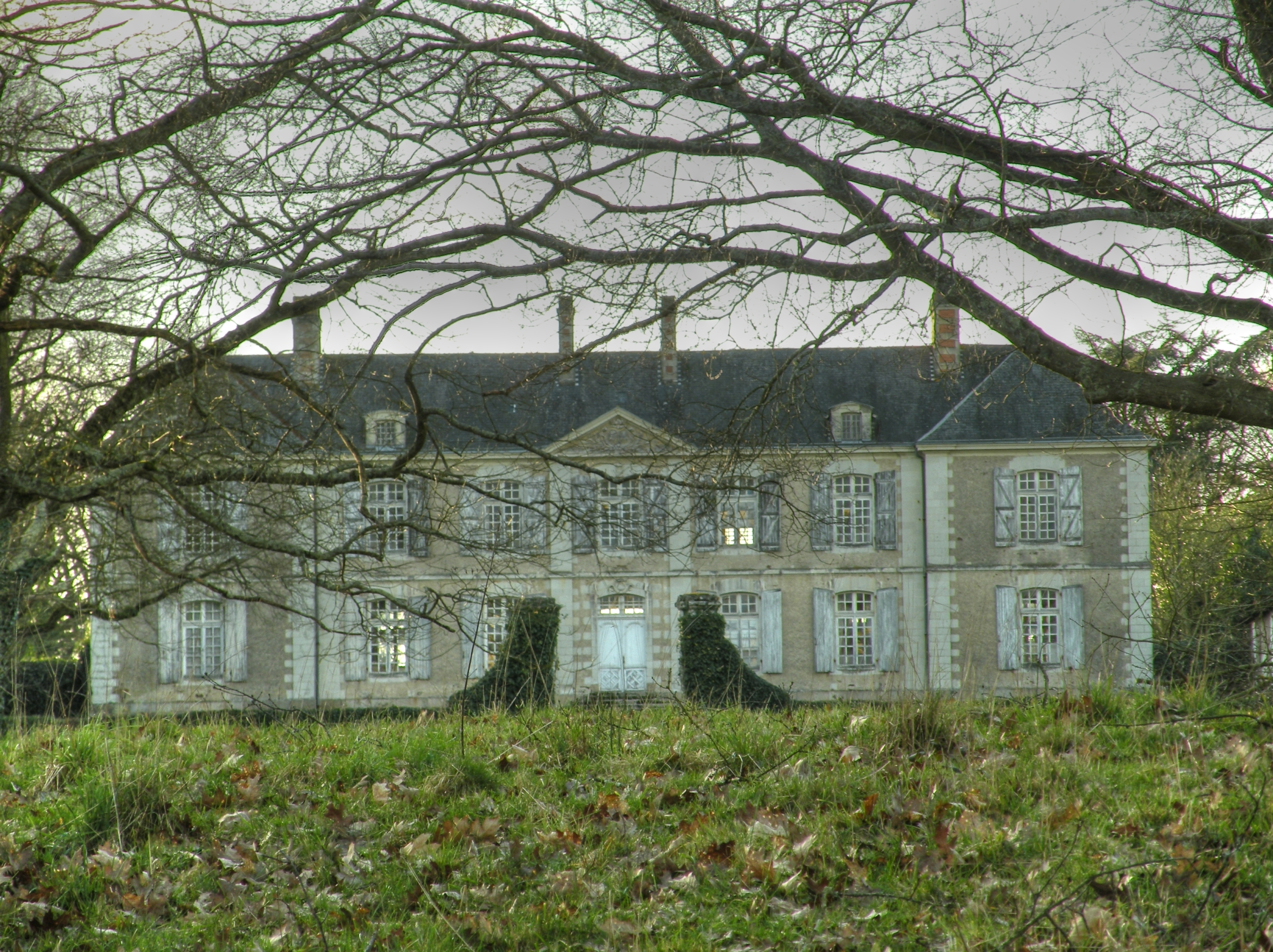
Le château de Rochefort.

- Le château de Rochefort (XVIIIe siècle)
- Le château du Breil (XIXe siècle).
- Le château du Hallay (XIXe siècle).
- Le château de La Ferronnière (XIXe siècle).
- Le manoir du Patisseau (XVIe siècle).
- Les anciens moulins à vent du Breil.

#### Monuments religieux

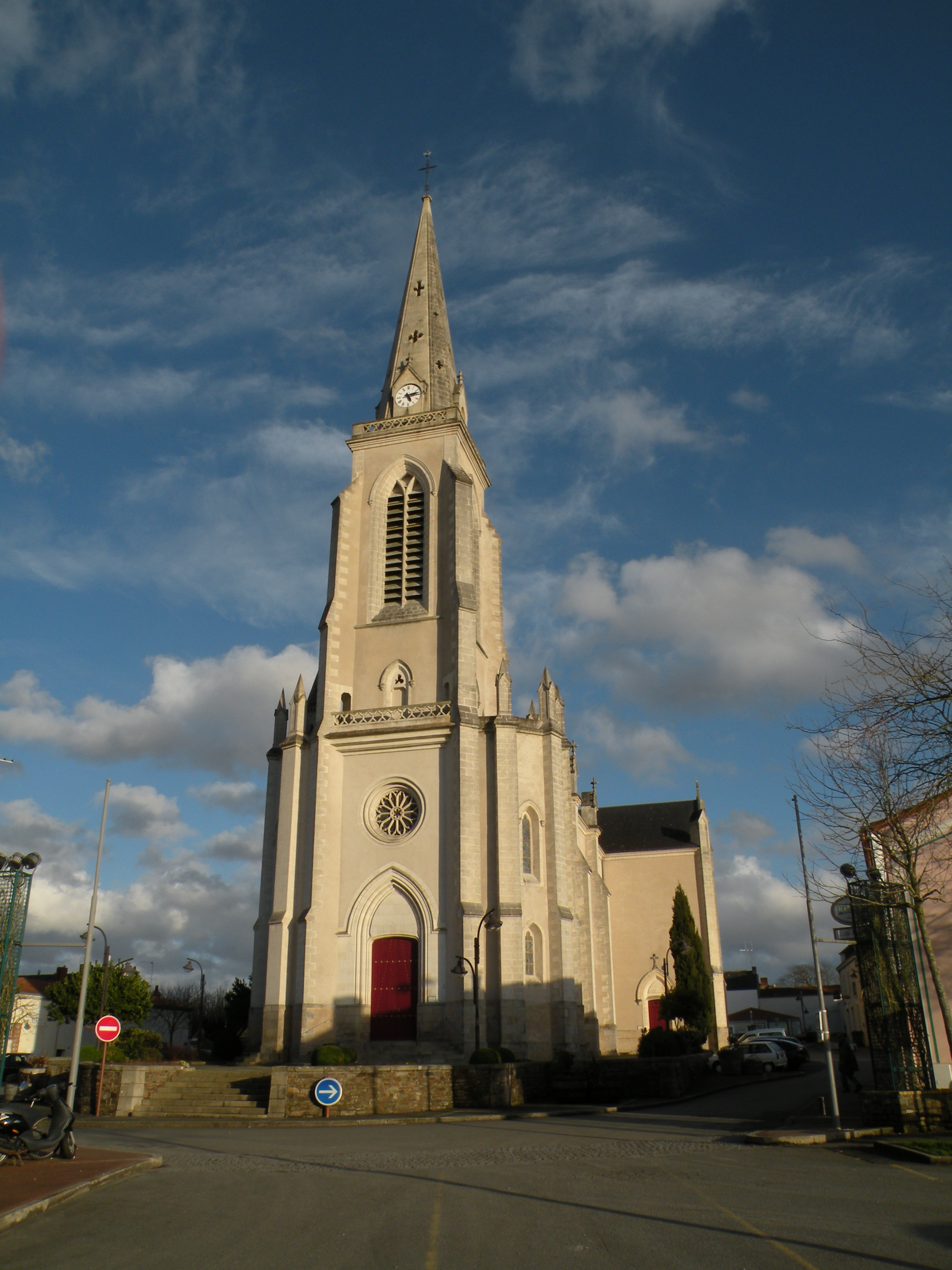
Église de La Haie-Fouassière.

- L'Église Notre-Dame-de-l'Assomption (XIXe siècle) (style néo-gothique) : la paroisse aurait été fondée par saint Martin de Vertou ou les moines   successeurs. Son premier  saint patron fut saint Jean, puis Notre-Dame, qu’elle honore encore aujourd’hui. L’ancienne église, bordée à l’ouest par le cimetière datait du XIVe siècle. En ?, l’Abbé Grégoire Bocquel, curé de la paroisse, la trouve en mauvais état : elle doit subir des réparations et les cérémonies sont célébrées dans la chapelle  funéraire de Rochefort, au milieu du cimetière attenant. En juillet 1842, un projet d’agrandissement est évoqué au conseil municipal. Le 3 juin 1849, à la suite de la décision de rallonger l’église de huit mètres, pour accueillir plus de fidèles, une nouvelle  délibération du conseil municipal définit l’orientation du chœur à l’est, comme l’ancienne église et conformément à la tradition. Cette nouvelle disposition épargne la chapelle de Rochefort située sur le parvis. Le cimetière est transféré à l’endroit actuel.  Commence alors l’édification de la nouvelle église. Les travaux débutent le 23 avril 1849, par la construction du presbytère, avec les matériaux de récupération des anciens locaux. La réception des travaux de l’église a lieu le 12 mars 1851 et le culte reprend dans le bâtiment inachevé. De 1927 à 1930, la décoration de l’intérieur de l’église est réalise par Albert Lemasson avec son frère Paul : « Chemin de Croix », « Adoration des Mages », « Monument aux Morts de la Guerre 1914-1918 »
- La chapelle de Rochefort (XVIe siècle).

#### Autres lieux et monuments
- Le rond-point de l'Espace : à la suite de la construction d'un rond-point à l'entrée de la commune, près de l'usine LU, le conseil municipal, afin de faire connaître sa commune, décide d'agrémenter celui-ci d'un décor faisant la différence avec les autres ronds-points des communes avoisinantes et leur décor de pressoir à vin. L'architecte de l'usine LU Jean-Claude Imbach propose donc en 1993 de créer un décor futuriste représentant une soucoupe volante de cinq mètres de diamètre entourée de trois spationautes de deux mètres de haut portant chacun un emblème de la commune : une fouace  pour le premier, une bouteille de muscadet pour le second et un étendard en forme de Petit Beurre pour le troisième. L'histoire veut que les occupants de cet engin spatial fassent leurs provisions de produits locaux avant de quitter la Terre pour un voyage galactique[38].

Le rond-point se nomme le « rond-point de l'Espace » et son décor a coûté à l'époque 2 700 000 francs financé pour moitié par LU, afin que l'entreprise compense auprès de la commune, la perte de la taxe professionnelle dont l'usine avait été exonérée les premières années de son fonctionnement. La soucoupe s'illumine de différentes couleurs à la tombée de la nuit.
L'objectif principal du maire de l'époque a été atteint, puisque ce rond-point a été l'objet de reportages télévisés sur le gaspillage de l'argent public tels que Combien ça coûte ? et autre émission de divertissement comme Y'a pas photo. Afin de protéger l'« œuvre » qui fit l'objet de dégradations nocturnes (dont le vol des trois spationautes), un fossé entouré de barbelé fut creusé autour du rond-point et des caméras de surveillance furent installées.

### Patrimoine naturel
La commune est une ville fleurie ayant obtenu quatre fleurs au concours des villes et villages fleuris au palmarès 2006.
Quatre lieux méritent le détour : le jardin de la cure, les jardins de Los Corrales, le square de la Paix et le jardin de la maison des vins.

### Équipements culturels

#### Bibliothèque
La bibliothèque municipale, située à côté de la mairie, dispose de plus de 10 000 documents, livres et périodiques.

#### Orchestre d'harmonie Sainte-Cécile
La commune bénéficie d'un ensemble permanent de musiciens amateurs depuis 1870. Tout d'abord simple fanfare (avec uniquement des cuivres), cet ensemble, qui change plusieurs fois de nom, devient une harmonie complète :
- 1860 : À l’initiative de l’abbé Moyon (vicaire), un groupe de jeunes commence à faire de la musique instrumentale.
- 1870 : La société musicale est créée et se produit pour la première fois.
- 1909 : La société devient Fanfare municipale de La Haye-Fouassière (association loi de 1901)
- 1923 : Après un litige avec la municipalité, la société devient Fanfare Sainte-Cécile de La Haye-Fouassière.
- 1970 : Ayant maintenant des flûtes et des clarinettes en plus des cuivres la Fanfare devient Harmonie.
- 2000 : Trois concerts sont donnés chaque année : décembre, avril en salle, et fin juin dans la cour d’honneur du château de Rochefort.
- Depuis 2003 : Travail avec l'Harmonie de l'Écho de Saint Sébastien pour former l'Orchestre OH-N149.

L'ensemble participe aux fêtes religieuses (fêtes Dieu, communion, 15 août, Pâques, Noël), aux kermesses et aux fêtes nationales 14 juillet, 11 novembre et plus tard 8 mai. À partir des années 1970, l’harmonie se spécialise dans l’animation de défilés.
En 1987, avec l’arrivée d'un chef d'orchestre professionnel, les concerts prirent de l’importance et sont devenus l’unique activité de l’orchestre d’harmonie.
Depuis 1870, huit instrumentistes se sont succédé à la direction musicale :
- 1870-1908 : Joseph Olivier (joueur de cornet à pistons et tonnelier de métier) ;
- 1908-1914 : M. Brouquer (jardinier au Hallay) ;
- 1914-? : Louis Olivier (joueur de cornet à pistons et négociant en vins, neveu de Joseph Olivier) ;
- 1964-1986 : Henri Hery (saxophoniste et sabotier) ;
- 1986 : Gilbert Pavageau (tromboniste et chirurgien-dentiste) ;
- 1987-1997 : Philippe Meslet (tromboniste professionnel) ;
- 1997 : Alain Rousseau (trompettiste professionnel) ;
- depuis 1998 : Francis Vantomme (clarinettiste professionnel).

### Héraldique
| Blason | Blasonnement : D'azur à la barre ondée accompagnée à dextre d'une grappe de raisins feuillée, à senestre d'une fouace, le tout d'or ; au chef d'hermine. Commentaires : La fouace nantaise est un gâteau étoilé, sec, au goût brioché, qui accompagne la dégustation du Muscadet et autres vins du pays Nantais lors des vendanges de septembre. Cette fouace a donné son nom à la commune. Le chef d'hermine évoque le blasonnement d'hermine plain de la Bretagne, rappelant l'appartenance de la ville au duché de Bretagne. Blason conçu par Henri Gaudin et la mairie (délibération municipale du 11 décembre 1987). |